# Izieu
Izieu és un municipi francès situat al departament de l'Ain i a la regió d'Alvèrnia-Roine-Alps. L'any 2007 tenia 190 habitants.

## Demografia

### Població
El 2007 la població de fet d'Izieu era de 190 persones. Hi havia 84 famílies de les quals 27 eren unipersonals (4 homes vivint sols i 23 dones vivint soles), 34 parelles sense fills, 19 parelles amb fills i 4 famílies monoparentals amb fills.
La població ha evolucionat segons el següent gràfic:
Habitants censats

### Habitatges
El 2007 hi havia 116 habitatges, 85 eren l'habitatge principal de la família, 24 eren segones residències i 7 estaven desocupats. 109 eren cases i 7 eren apartaments. Dels 85 habitatges principals, 64 estaven ocupats pels seus propietaris, 14 estaven llogats i ocupats pels llogaters i 7 estaven cedits a títol gratuït; 2 tenien dues cambres, 8 en tenien tres, 27 en tenien quatre i 48 en tenien cinc o més. 62 habitatges disposaven pel capbaix d'una plaça de pàrquing. A 39 habitatges hi havia un automòbil i a 40 n'hi havia dos o més.

### Piràmide de població
La piràmide de població per edats i sexe el 2009 era:
| Homes | Edats   | Dones |
| ----- | ------- | ----- |
| 0     | 95 o +  | 0     |
| 0     | 90 a 94 | 0     |
| 0     | 85 a 89 | 0     |
| 0     | 80 a 84 | 0     |
| 0     | 75 a 79 | 4     |
| 0     | 70 a 74 | 4     |
| 4     | 65 a 69 | 8     |
| 8     | 60 a 64 | 8     |
| 8     | 55 a 59 | 8     |
| 16    | 50 a 54 | 4     |
| 4     | 45 a 49 | 16    |
| 0     | 40 a 44 | 0     |
| 12    | 35 a 39 | 4     |
| 0     | 30 a 34 | 0     |
| 4     | 25 a 29 | 4     |
| 0     | 20 a 24 | 12    |
| 4     | 15 a 19 | 4     |
| 4     | 10 a 14 | 0     |
| 4     | 5 a 9   | 0     |
| 4     | 0 a 4   | 4     |

## Economia
El 2007 la població en edat de treballar era de 121 persones, 92 eren actives i 29 eren inactives. De les 92 persones actives 84 estaven ocupades (44 homes i 40 dones) i 8 estaven aturades (3 homes i 5 dones). De les 29 persones inactives 12 estaven jubilades, 4 estaven estudiant i 13 estaven classificades com a «altres inactius».

### Ingressos
El 2009 a Izieu hi havia 88 unitats fiscals que integraven 197 persones, la mediana anual d'ingressos fiscals per persona era de 19.722 €.

### Activitats econòmiques
Dels 3 establiments que hi havia el 2007, 1 era d'una empresa de construcció, 1 d'una empresa d'hostatgeria i restauració i 1 d'una empresa de serveis.
L'únic servei als particulars que hi havia el 2009 era un restaurant.
L'any 2000 a Izieu hi havia 13 explotacions agrícoles que ocupaven un total de 135 hectàrees.

## Poblacions més properes
El següent diagrama mostra les poblacions més properes.